# Луїс Карлос Лопес
Луіс Карлос Лопес (ісп. Luis Carlos López Escauriaza; Картахена, 11 червня 1879 — Картахена, 30 жовтня 1950) — колумбійський поет, постмодерніст, яскравий майстер соціальних замальовок, у яких сатира поєднується із глибоким гуманізмом і тонким ліризмом.
Народився в родині комерсантів, яка була шанованою, проте потерпала від економічних негараздів. Був старшим з 11 братів. Одночасно із загальною освітою навчався живопису. Вступив на медичний факультет Університету Картахени, але змушений був полишити навчання через Тисячоденну війну. Після неї через нестатки працював прикажчиком у маленькій лавочці. Пізніше став журналістом. З 1928 року був консулом у Мюнхені, а з 1937 протягом 7 років — у Балтиморі. Але завжди підтримував зв'язок з літературним середовищем рідного міста
Літературний спадок Лопеса невеликий — трохи більше двохсот поезій, які він адресував вузькому колу своїх друзів та поціновувачів поезії. За життя поета вони залишилися майже непоміченими, хоча і отримали високу оцінку одного з найвизначніших латиноамериканських поетів Рубена Даріо та видатного іспанського поета, письменника та філософа Мігеля де Унамуно. Зараз його вірші, перекладені багатьма мовами світу, увійшли до скарбниці латиноамериканської поезії.
У Картахені поетові встановлено пам'ятник у вигляді пари старих чобіт — образу з однієї з його найвідоміших поезій, «Моєму рідному містові».
| Поет | Це незавершена стаття про поета або поетесу. Ви можете допомогти проєкту, виправивши або дописавши її. |